# The Pink Panther: Passport to Peril
A Pantera cor de rosa: Passaporte para o Perigo é um jogo de computador que apresenta a Pantera Cor de Rosa em uma aventura que envolve 6 países  diferentes: Inglaterra, Egito, China, Butão, Índia e Austrália.

## Enredo
A Pantera Cor de Rosa é enviada ao acampamento de verão Chilly Wawa, onde ficam crianças superdotadas na faixa de 10 á 12 anos. Sua missão era proteger as crianças. Ele conhece um inventor chamado Von Schmarty, conhecido por fazer invenções brilhantes como skates voadores e trocador de estações (Alterna entre verão e inverno). Von Schmarty deu á Pantera a senha do depósito do acampamento, onde tinham coisas velhas, varas de pescas, creme de milho e mais um monte de bugigangas. A Pantera conheceu todas as crianças do acampamento e todas pareciam muito simpáticas e felizes. A Pantera digitou a senha do depósito para entrar lá, mas um trio de cachorros usaram um "Binóculo Gigante" para enxergar a senha. Desenharam uma "lua" no Trocador de Estações e apontaram a alavanca para o desenho, e automaticamente  a noite chegou.
No dia seguinte, uma coisa esquisita apareceu no depósito, um braço robótico. E o acampamento já não era o mesmo.